# Понкијера (Сондрио)
Понкијера је насеље у Италији у округу Сондрио, региону Ломбардија.
Према процени из 2011. године у насељу је живело 719 становника. Насеље се налази на надморској висини од 485 м.